# Avestruz-árabe
A avestruz-árabe (Struthio camelus syriacus) é uma subespécie extinta de avestruz, que vivia no Médio Oriente. A espécie foi declarada extinta em 1966.
A espécie era conhecida dos povos da região desde a antiguidade e foi descrita em tratados de naturalistas árabes da Idade Média. A avestruz-árabe era uma espécie cinegética, caçada apenas por nobres pela sua carne, couro e penas que eram objecto de trocas comerciais com a China. A ave é mencionada nas referências da época deste país como Ave-camelo.
A partir do século XX, a avestruz-árabe passou a ser considerada como muito rara. Nos anos 20 o jardim zoológico de Londres fez uma última tentativa de recuperar a espécie ao comprar um conjunto de ovos a um caçador furtivo. Os ovos foram enviados para Londres onde se tentou a incubação artificial mas sem sucesso. O seu desaparecimento foi precipitado pela degradação ambiental da área, redução de habitat e pela introdução de armas de fogo na região, que levaram à caça exagerada.

## Ligação externa
- Recanto das Letras - "Avestruz Árabe" por Fernando Dannemann